# Quoridor
El Quoridor es un juego abstracto de estrategia en el que pueden participar dos o cuatro personas. Utilizando un tablero similar al del Ajedrez o las Damas, cada jugador debe llevar su peón al otro extremo del tablero. Su oponente, sin embargo, puede utilizar bloques de madera para bloquear el paso de dos casilleros, obligando al otro a desviarse y demorar así su llegada. Está prohibido encerrar al peón rival. Resulta ganador quien llega primero al otro extremo.
Los bloques pueden ubicarse tanto horizontal como verticalmente, debiendo siempre bloquear dos casilleros. Las distintas combinaciones posibles lleva a que muchas veces se generen laberintos y existan verdaderas tácticas de estrategia durante el juego. Fue creado en Francia en el año 1997 como resultado de la evolución de un juego creado por Mirko Marchesi en 1975. Entre otros, recibió el premio Mensa Mind Game de 1997.

## Historia
El Quoridor también se basa en el anterior juego de Mirko Marchesi que fue publicado en los años '70, quien también creó otra versión de este juego llamado Pinko Pallino que fue publicado en 1995 por Epta. En este solamente puede participar dos jugadores, y se juega en un tablero 11×11 con un total de 42 barreras; posee además reglas levemente diferentes.

## Reglas del juego

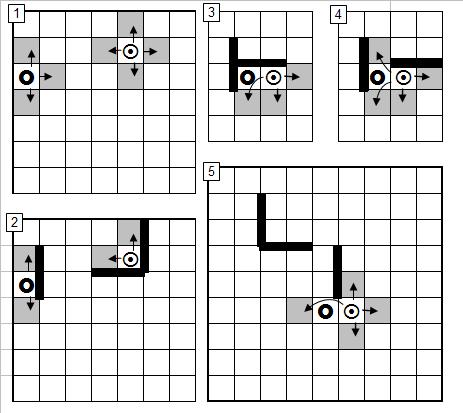
Movimientos del peón según la ubicación del oponente y de la pared.

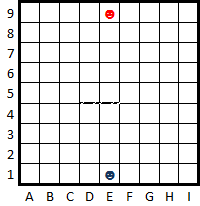
Tablero de juego con notación algebraica. La pared está en D5H.

El tablero del Quoridor, a diferencia del utilizado en el Ajedrez, consta de una cuadrícula de 9x9 (es decir, 81 casilleros en total). Cada jugador, como se dijo, controla un peón, que debe comenzar en alguno de los bordes del tablero. Los peones deben ubicarse en el centro de la fila y enfrentados el uno del otro. Antes de comenzar, se dividen los 20 bloques en partes iguales (así, cada jugador tiene 10 si se juega de a 2, y 5 si se hace de a cuatro). Los bloques deben ubicarse en la ranura ubicada entre cada casillero. Por su ancho, cada bloque corta el camino de dos filas o columnas (según si se ubica en horizontal o vertical).
No está permitido encerrar totalmente al adversario.
En cada turno, el jugador puede optar por mover su peón (que avanza un solo casillero por turno y no puede moverse en diagonal) o colocar una nueva pared, siempre que no haya utilizado todas. Cuando dos peones quedan enfrentados (como es el caso de la foto que ilustra este artículo) pueden saltar al otro, avanzando excepcionalmente dos casilleros, o evadirlo moviéndose diagonalmente un casillero hacia adelante. Las reglas oficiales no contemplan cómo proceder si dos peones se ven encerrados entre dos paredes y el borde del tablero.

## Notación
No existe ninguna oficial, aunque suele utilizarse la notación algebraica del Ajedrez con algunas adaptaciones.
Las columnas se nombran de la A la I a partir de la izquierda del jugador 1 y del 1 al 9 a medida que se aleja del mismo. Dado que debe comenzarse desde el centro, el jugador 1 empieza en E1 y el jugador 2 en E9.
Cada movimiento se registra con el nuevo casillero ocupado. Es decir, un movimiento desde a E1 a E2 se registra simplemente anotando E2
En cuanto a las paredes, se anotan mencionando el casillero izquierdo que tiene delante de ella y agregando una letra de orientación. Es decir, una pared vertical ubicada entre las columnas G y 'H y que abarca las filas 4 y 5 se denominaría G4V.
El resto es similar a la notación algebraica tradicional.

## Reconocimientos
Este juego ha recibido los siguientes reconocimientos:
- Mensa Mind Game en 1997 (Estados Unidos)
- Games Magazine Game of the Year en 1997 (Estados Unidos)
- Best Bet of the Toy Testing Council en 1997 (Canadá)
- Prix d’Excellence des Consommateurs-Consumer’s Toy Award en 1997 (Quebec, Canadá)
- Spelgut en 1997 (Alemania)
- Grand Prix du Jouet en 1997 (Francia)
- Games Magazine “Games 100 Selection” en 1998 (Estados Unidos)
- Games Magazine “Best Games” (Estados Unidos)